# Lubosi Imwiko II Bridge
Die Lubosi Imwiko II Bridge überquert den Sambesi und ist die größte der 26 Straßenbrücken der Mongu – Kalabo Road in der Westprovinz der Republik Sambia.
Sie ist nach Lubosi Imwiko II., dem 2016 amtierenden Litunga (König) von Barotseland, benannt.

## Beschreibung
Die insgesamt 1022 m lange und knapp 10 m breite Lubosi Imwiko II Bridge hat zwei Fahrstreifen und beidseits sehr schmale Gehwege. Sie steigt von dem aufgeschütteten Fahrdamm der Mongo – Kalabo Road in einer eleganten Wölbung zu ihrem mittleren Abschnitt über dem Strom an. Dieser mittlere Abschnitt besteht aus einer stählernen Balkenbrücke mit sechs Feldern und zwei Vollwandträgern, die von doppelten Stahlbetonpfeilern getragen werden. Die seitlichen Rampenbrücken sind Balkenbrücken aus Stahlbeton mit kürzeren Abständen der Betonpfeiler.
Die Brücke wurde zwischen 2011 und 2016 von dem chinesischen Unternehmen AVIC International erstellt.

## Mongu – Kalabo Road
Die Mongu – Kalabo Road verbindet Mongu an Lealui vorbei über die Barotse-Flutebene des Sambesi hinweg mit dem 74 km entfernten Kalabo.
Im März 2002 wurden Verträge für den Bau eines 35 km langen Damms mit einer Asphaltstraße durch die in der Regenzeit regelmäßig überflutete Barotse-Flutebene (Barotse floodplain) geschlossen. Die Finanzierung des US$ 42 Millionen-Projektes wurde durch Entwicklungshilfezusagen und günstige Kredite (soft loans) der Arab Bank for Economic Development in Africa, des Kuwait Fund und des OPEC Fund sichergestellt. US$ 3 Millionen war der Anteil Sambias. Mit dem Bau wurde das Unternehmen Consolidated Contractors Company (CCC) beauftragt. Außergewöhnlich starke Fluten in den Jahren 2003 und 2004 schwemmten die teilweise ausgeführten Abschnitte samt Brücken und Durchlässen weg. CCC gab darauf das Projekt auf.
In der Folge wurde das Projekt umgeplant. Die Straße wurde auf einer neuen Trasse höher gelegt und mit mehr Durchlässen versehen. In den Jahren 2011 bis 2016 wurde schließlich die Mongu - Kalabo Road zusammen mit der Brücke über den Sambesi und 25 kleineren Brücken von AVIC International zum Preis von US$ 286,9 Millionen gebaut.